# أرتور زاجري
أرتور زاجري (بالفرنسية: Arthur Zagre) (مواليد 4 أكتوبر 2001) هو لاعب كرة قدم فرنسي يلعب كظهير أيسر في نادي موناكو.

## روابط خارجية
- أرتور زاجري على موقع الاتحاد الأوربي (الإنجليزية)
- أرتور زاجري على موقع رابطة كرة القدم الفرنسية للمحترفين (الإنجليزية)
- أرتور زاجري على موقع إي إس بي إن إف سي (الإنجليزية)
- أرتور زاجري على موقع قاعدة بيانات كرة القدم.إي يو (الإنجليزية)
- أرتور زاجري على موقع ليكيب (الفرنسية)
- أرتور زاجري على موقع Soccerbase.com (لاعب) (الإنجليزية)
- أرتور زاجري على موقع Soccerway.com (الإنجليزية)
- أرتور زاجري على موقع عالم كرة القدم.نت (الإنجليزية)
- أرتور زاجري على موقع كووورة
- أرتور زاجري على موقع AS.com (الإسبانية)